# Claudine Kieda
Claudine Kieda – francuska biolog molekularna i immunolog, dr hab., profesor Centrum Medycznego Kształcenia Podyplomowego.

## Życiorys
Obroniła pracę doktorską, następnie uzyskała stopień doktora habilitowanego. 1 sierpnia 2011 uzyskała tytuł profesora nauk biologicznych. Została zatrudniona na stanowisku profesora nadzwyczajnego w Wojskowym Instytucie Medycznym, oraz w Małopolskim Centrum Biotechnologii Uniwersytetu Jagiellońskiego.
Pracuje w Centre national de la recherche scientifique. Jest członkiem rady naukowej Międzynarodowego Instytutu Onkologii Molekularnej
Awansowała na stanowisko profesora w Centrum Medycznym Kształcenia Podyplomowego.
Jest członkiem zagranicznym na IV Wydziale Przyrodniczym PAU.